# Campionati del mondo di aquathlon del 2010
I Campionati del mondo di aquathlon del 2010 si sono tenuti a Budapest, Ungheria in data 8 settembre 2010.
Nella gara maschile ha vinto lo slovacco Richard Varga, mentre in quella femminile l'ungherese Margit Vanek.
La gara junior ha visto trionfare l'irlandese Benjamin Shaw e l'italiana Elena Maria Petrini.
Il titolo di Campione del mondo di aquathlon della categoria under 23 è andato al britannico Philip Wolfe.

## Risultati

### Élite uomini
| Pos. | Nome                 | Paese         | Nuoto    | Corsa    | Totale   |
| ---- | -------------------- | ------------- | -------- | -------- | -------- |
|      | Richard Varga        | Slovacchia    | 00:11:26 | 00:08:00 | 00:20:27 |
|      | Daniel Halksworth    | Regno Unito   | 00:12:01 | 00:07:57 | 00:20:48 |
|      | Attila Fecskovics    | Ungheria      | 00:12:09 | 00:07:42 | 00:20:57 |
| 4    | Ivan Ivanov          | Ucraina       | 00:12:20 | 00:07:46 | 00:21:10 |
| 5    | Akos Vanek           | Ungheria      | 00:12:05 | 00:08:14 | 00:21:22 |
| 6    | James Lock           | Irlanda       | 00:12:04 | 00:08:24 | 00:21:25 |
| 7    | Oleksiy Syutkin      | Ucraina       | 00:12:28 | 00:08:05 | 00:21:38 |
| 8    | Lawrence Fanous      | Giordania     | 00:12:21 | 00:08:23 | 00:21:40 |
| 9    | Ognjen Stojanovic    | Serbia        | 00:12:42 | 00:08:23 | 00:22:17 |
| 10   | Sergey Yakovlev      | Russia        | 00:13:49 | 00:07:30 | 00:22:19 |
| 11   | Dickson Tam Joe Dick | Hong Kong     | 00:12:32 | 00:08:50 | 00:22:27 |
| 12   | Leandro Barbosa      | Brasile       | 00:12:40 | 00:08:18 | 00:22:45 |
| 13   | Martin Papista       | Croazia       | 00:13:03 | 00:09:25 | 00:23:41 |
| 14   | Dylan McNeice        | Nuova Zelanda | 00:12:07 | 00:10:43 | 00:23:48 |
| 15   | Tiago Lobo           | Portogallo    | 00:14:08 | 00:08:32 | 00:23:56 |
| 16   | Ante Pešec           | Croazia       | 00:14:07 | 00:09:45 | 00:25:00 |

### Élite donne
| Pos. | Nome                    | Paese       | Nuoto    | Corsa    | Totale   |
| ---- | ----------------------- | ----------- | -------- | -------- | -------- |
|      | Margit Vanek            | Ungheria    | 00:12:50 | 00:08:36 | 00:22:22 |
|      | Szandra Szalay          | Ungheria    | 00:13:16 | 00:08:46 | 00:23:02 |
|      | Gaia Peron              | Italia      | 00:12:46 | 00:09:20 | 00:23:07 |
| 4    | Birgit Cals-Berk        | Paesi Bassi | 00:13:29 | 00:09:22 | 00:23:51 |
| 5    | Sara Vilic              | Croazia     | 00:13:13 | 00:10:24 | 00:24:41 |
| 6    | Evgenia Sukhoruchenkova | Russia      | 00:14:38 | 00:09:26 | 00:25:14 |

### Junior Uomini
| Pos. | Nome             | Paese      | Nuoto    | Corsa    | Totale   |
| ---- | ---------------- | ---------- | -------- | -------- | -------- |
|      | Benjamin Shaw    | Irlanda    | 00:12:04 | 00:08:00 | 00:21:03 |
|      | Andrea De Ponti  | Italia     | 00:12:22 | 00:07:57 | 00:21:15 |
|      | Luca Desideri    | Italia     | 00:12:30 | 00:07:49 | 00:21:19 |
| 4    | Davide Uccellari | Italia     | 00:12:24 | 00:07:39 | 00:21:20 |
| 5    | Laszlo Tarnai    | Ungheria   | 00:12:45 | 00:08:14 | 00:21:55 |
| 6    | Marco Guerci     | Italia     | 00:12:46 | 00:08:16 | 00:22:12 |
| 7    | Nikolas Fejer    | Slovacchia | 00:12:26 | 00:09:03 | 00:22:29 |
| 8    | Tomas Kabrhel    | Rep. Ceca  | 00:12:28 | 00:09:14 | 00:22:40 |
| 9    | David Hanko      | Ungheria   | 00:13:16 | 00:08:41 | 00:22:55 |
| 10   | Simon Zacik      | Slovacchia | 00:13:23 | 00:09:03 | 00:23:30 |

### Junior Donne
| Pos. | Nome                  | Paese      | Nuoto    | Corsa    | Totale   |
| ---- | --------------------- | ---------- | -------- | -------- | -------- |
|      | Elena Maria Petrini   | Italia     | 00:13:13 | 00:09:00 | 00:23:21 |
|      | Eszter Pap            | Ungheria   | 00:13:50 | 00:09:02 | 00:23:59 |
|      | Mira Bednarovicova    | Slovacchia | 00:13:49 | 00:10:15 | 00:25:19 |
| 4    | Viktoriia Zavgorodnia | Ucraina    | 00:14:38 | 00:09:48 | 00:25:33 |
| 5    | Ivana Kuriačková      | Slovacchia | 00:14:24 | 00:10:28 | 00:26:08 |
| 6    | Marcela Bulkova       | Slovacchia | 00:13:54 | 00:11:01 | 00:26:22 |
| 7    | Priscila Rocha        | Brasile    | 00:14:39 | 00:10:22 | 00:26:29 |

### Under 23 uomini
| Pos. | Atleta            | Paese       | Nuoto    | Corsa    | Totale   |
| ---- | ----------------- | ----------- | -------- | -------- | -------- |
|      | Philip Wolfe      | Regno Unito | 00:11:58 | 00:07:57 | 00:20:51 |
|      | Tamás Kéki        | Ungheria    | 00:12:17 | 00:07:43 | 00:21:05 |
|      | Matija Lukina     | Croazia     | 00:12:07 | 00:08:04 | 00:21:14 |
| 4    | Tamás Tóth        | Ungheria    | 00:12:14 | 00:08:05 | 00:21:18 |
| 5    | Ivan Kalashnikov  | Russia      | 00:12:14 | 00:08:11 | 00:21:26 |
| 6    | Yegor Martynenko  | Ucraina     | 00:12:36 | 00:08:09 | 00:21:49 |
| 7    | Attila Szabó      | Ungheria    | 00:12:36 | 00:08:09 | 00:21:57 |
| 8    | Roman Glavatskyi  | Ucraina     | 00:13:28 | 00:08:11 | 00:22:35 |
| 9    | Gábor Ádám Kovács | Ungheria    | 00:13:28 | 00:08:55 | 00:23:25 |